# Sarah Koenig
Sarah Koenig (Nova Iorque, julho de 1969) é uma jornalista, produtora de televisão e radialista norte-americana. Em 2015, apareceu na lista de 100 pessoas mais influentes do ano pela Time.